# 東和銀行

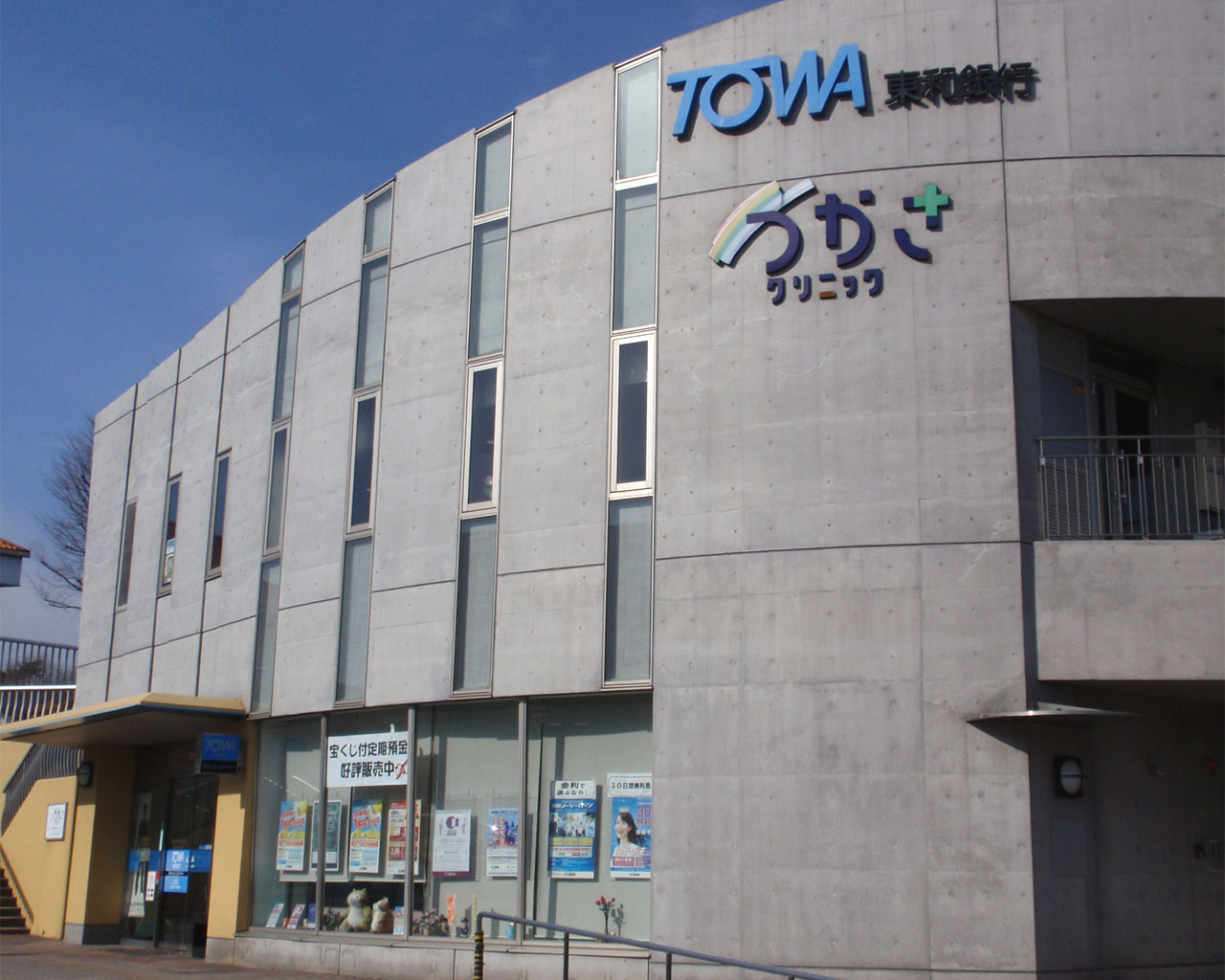
東和銀行 高坂出張所（埼玉県東松山市）

株式会社東和銀行（とうわぎんこう、英: THE TOWA BANK,LTD.）は、群馬県前橋市に本店を置く第二地方銀行。通称「東和」「東和銀」。

## 経営
群馬県・埼玉県を中心に店舗網を構築。東京都・栃木県にも店舗を設置。「地域から頼られる銀行」を目指し、取引先の本業支援を行う「お客様支援活動」に取り組んでいる。
同じ北関東で本店を置く県が異なる栃木銀行、筑波銀行と連携協定を結んでいる。
2009年、金融庁は金融機能強化法に基づき350億円の公的資金注入を実施し、当行は公的資金注入行となった。このうち200億円は2018年に返済、2024年5月に残りの150億円を返済し、完済した。

### 優遇サービス
給与又は年金を振込指定、もしくは公共料金の払込指定や住宅ローン契約がある場合、「カタクリのはな」総合口座の申込みにより、ATMの時間外手数料や他行ATM手数料が所定回数無料等の優遇特典がある。

### キャラクター
キャラクターとして『あらいぐまラスカル』のラスカルを採用している。預金通帳やキャッシュカードを始め、様々な物（ノベルティグッズ、コップやティッシュペーパー）にその姿が描かれている。
2014年（平成26年）4月からは、「TONTONのまち前橋」のキャラクター「ころとん」を採用した「とんとん通帳」を採用。預金通帳やキャッシュカードを、ラスカルの描かれたデザインか「ころとん」のデザインか通常のデザインか、何れかを選択できる。

### 手数料
詳細は「主な手数料一覧」を参照

## 店舗
- 2021年7月29日時点、本店・支店88・出張所（ATMコーナーは含まず）5あわせて94店である。
  - 群馬県38店、埼玉県42店、東京都8店、栃木県3店と埼玉県が最も店舗数が多い。
  - このほかにインターネット支店1店、及び振込専用支店2店がある。

## 沿革
- 1917年6月 - 現在の群馬県館林市にて群馬貯蓄無尽株式会社として設立[7]。
- 1918年4月 - 本店を前橋市に移転。群馬無尽株式会社に商号変更。
- 1942年9月 - 群馬無尽株式会社、関東無尽株式会社、上毛無尽株式会社が合併し、群馬大生無尽株式会社設立。
- 1949年5月 - 大生無尽株式会社に商号変更。
- 1951年9月 - 小川無尽株式会社（本店：埼玉県比企郡小川町）と合併。
- 1951年10月 - 相互銀行に転換、株式会社大生相互銀行に商号変更。
- 1973年4月 - 深川信用組合（東京都）を合併
- 1977年4月 - 赤羽信用組合（東京都）を合併
- 1989年2月 - 普通銀行に転換、株式会社東和銀行に商号変更。
- 1994年6月 - 増田熙男が頭取に就任。
- 2002年1月- ATMの365日稼動開始。
- 2006年4月- セブン銀行とATM利用提携開始。
- 2007年5月- 吉永國光が頭取に就任。
- 2014年12月- 栃木銀行、筑波銀行と地域経済活性化のための広域連携協定を締結[5]。
- 2018年11月- イーネット・ローソン銀行とATM利用提携開始。
- 2020年6月- 江原洋が頭取に就任。吉永國光は会長に就任。
- 2020年10月 - SBIホールディングスと資本提携を締結。